# Carjacked
Carjacked (titulada: Secuestrados en Argentina y Secuestrada en España) es una película estadounidense-canadiense de suspenso y crimen de 2011, dirigida por John Bonito, escrita por Michael Compton y Sherry Compton, musicalizada por Bennett Salvay, en la fotografía estuvo Theo van de Sande y los protagonistas son Maria Bello, Stephen Dorff y Connor Hill, entre otros. El filme fue producido por Daniel Grodnik Productions, Films In Motion, Goldrush Entertainment y Hollywood Media Bridge; se estrenó el 22 de noviembre de 2011.

## Sinopsis
Trata acerca de una mujer soltera y su hijo, los cuales son víctimas de un ladrón de bancos inescrupuloso, este los tiene secuestrados y no va a dejar que se vayan.